# Riga Zoo
Riga Zoo (lettisk: Rīgas zoodārzs) er en byejet zoologisk have i Riga, Letland. Den ligger i Mežaparks, på den vestlige bred af Ķīšezerssøen. Riga Zoo huser omkring 3.000 dur fra af næsten 500 arter og besøges årligt af 250-300.000 gæster. Haven har et areal på 1,35 km² og har en tilknyttet have, "Cīruļi", i Liepājas distrikt, etableret i 1996.

## Historie
I 1908 blev et selskab dannet for at koordinere dannelsen af haven, og i april 1911 blev 0,164 km² land allokeret til dette formål. Haven blev åbnet for publikum den 14. oktober 1912; og husede 267 dyr fra 88 arter ved åbningen. Mange dyr blev doneret til haven; i 1914, modtog haven fx 538 dyr.
Under Første verdenskrig oplevede haven modgang og lukkede i august 1917; efter krigen blev en lejr for børn af lavindkomstfamilier etableret på stedet. Den 29. december 1932 blev et nyt selskab etableret som fornyede haven og den genåbnede den 24. september 1933 og husede 124 dyr fra 48 arter. I 1938 var antallet af arter forøget til 106.
Under 2. verdenskrig blev udviklingen i haven bremset, dyr og bygninger blev dog bevaret og den 9. november 1944 blev haven åbnet for publikum igen. Efter krigen oplevede haven kraftig vækst og blev anset for at være en af de bedste zoologiske haver i Sovjetunionen. I 1950 blev et akvarium bygget og i 1955 blev en tourguide service skabt. Bygning af nye tilholdssteder til dyrene fulgte dog ikke med væksten i haven nye steder som et flamingohus og en bjørnegrotte, blev dog bygget i 1980-1985. I 1987, husede haven 2.150 dyr fra 401 arter. I 1988 begyndte haven arbejdet på at reintroducere den europæiske træfrø i naturen. Som et resultat heraf kan arten nu findes i naturen i mange dele af Kurland.
Efter Letland genvandt sin frihed i 1991, oplevede haven på ny modgang da antallet af besøgende der tidliger lå mellem 250 og 300.000 gæster årligt blev reduceret til omkring 110.000. For at tiltrække gæster startede haven forskellige udviklingsprojekter og arbejdede med PR og i dag ligger antallet af gæster atter omkring 250-300.000 om året. I 1992, tilsluttede haven sig European Association of Zoos and Aquaria. I 1996 etablerede haven en tilkyttet have, "Cīruļi". Flere tilholdssteder til bygget i 1990'erne og 2000'erne. I 2002, blev yderligere 0,035 km² land tilføjet haven.